# Mirabello Sannitico
Mirabello Sannitico es una comuna italiana de la provincia de Campobasso, región de Molise. Tiene una población estimada, a principios de 2021, de 2.078 habitantes.

## Evolución demográfica
| Gráfica de evolución demográfica de Mirabello Sannitico entre 1861 y 2021 |
|                                                                           |
| Fuente ISTAT - elaboración gráfica de Wikipedia                           |